# Contea di Nicollet
La contea di Nicollet in inglese Nicollet County è una contea dello Stato del Minnesota, negli Stati Uniti. La popolazione al censimento del 2000 era di 29 771 abitanti. Il capoluogo di contea è St. Peter